# Музей искусств имени Антонио Паредеса Кандия
Музей искусств имени Антонио Паредеса Кандия  (исп. Museo de Arte Antonio Paredes Candia) — культурное учреждение, расположенное в городе Эль-Альто (Боливия), проект боливийского писателя и исследователя национального фольклора Антонио Паредеса Кандия (1924—2004), могила которого расположена во дворе музея.

## История
Музей был открыт ещё при жизни писателя, 29 мая 2002 года, после 12-летних подготовительных работ. В экспозиции музея представлены коллекция живописи, скульптуры и личная библиотека писателя, в общей сложности более 500 произведений искусства и 11 тысяч книг.

## Экспозиция
На первом этаже расположен зал графики и акварели под названием «Wálter Solón Romero», там же выставлено 11 произведений искусства и витрина сакрального искусства, представляющая колониальные картины и скульптуры; на этом же этаже находится комната «Антонио Паредес Кандиа», в которой выставлены книги покойного писателя.
На первом уровне расположен зал живописи под названием «Antonio Llanque Huanca», где выставлены работы боливийских и зарубежных художников.
На втором и третьем уровне находятся залы археологии «Карлос Понсе Саннхинес», где выставлен 161 артефакт; имеются также три фигуры Экеко (тиуанаканский бог изобилия и плодородия) с одеждой 1890, 1900 и 1045 годов.
На четвёртом уровне находится зал скульптуры под названием «Víctor Zapana Serna», в котором представлены скульптуры из различных материалов, таких как камень, мрамор, дерево, бронза и керамика, работы таких художников и скульпторов как Рикардо Перес Алькала, Дарио Антесана, Хиль Имана, Альфредо Ла Пласа, Марина Нуньес дель Прадо, Сесилио Гусман де Рохас, Альфредо Домингес, Артуро Борда, Виктор Сапана, Гонсало Кондарко и многих других.
Наряду с произведениями искусства, в музее также хранятся обширный архив, в котором имеются документы о событиях, начиная с 1950 года, таких как национальная революция 1952 года и действия партизан под предводительством Че Гевары.